# بحيرة العقيق
بحيرة العقيق، تقع جنوب قرية بحيرة العقيق في نيويوركأنواع الأسماك الموجودة في البحيرة هي البيكريل، باس ارجموث، الفرخ الأصفر، والثور البني.يوجد على ممر قبالة طريق ماكسام على الشاطئ الشرقي.